# 万城目武雄
万城目 武雄（まんじょうめ たけお、1891年1月25日 - 1975年3月11日）は、日本陸軍の軍人。最終階級は陸軍少将。

## 経歴
宮城県出身。仙台第二中学校を経て、1912年（明治45年）5月、陸軍士官学校（24期）を卒業。同年12月、歩兵少尉任官。
1938年（昭和13年）3月、歩兵大佐に昇進し独立歩兵第11大隊長となり日中戦争に出征。平定の治安維持に当った。1939年（昭和14年）8月、甲府連隊区司令官に就任。
1941年（昭和16年）1月、第1独立歩兵隊長に発令され太平洋戦争を迎えた。中国南部の諸作戦に参加。1942年（昭和17年）2月、第23軍付として広東市特別警備司令官に就任。
1944年（昭和19年）4月、南方軍付となり、同年10月、歩兵第78旅団長に発令されレイテ島の戦いに従軍。その敗退後、セブ島に渡り遊撃戦を展開した（ビサヤ諸島の戦い）。1945年（昭和20年）3月、陸軍少将に進級し終戦を迎えた。
1948年（昭和23年）1月31日、公職追放仮指定を受けた。

## 栄典
位階
- 1913年（大正2年）2月20日 - 正八位[2]

勲章
- 1923年（大正12年）7月24日 - 勲六等瑞宝章[3]